# Next Generation ATP Finals 2017 - Singolare
Chung Hyeon ha vinto la prima edizione del torneo sconfiggendo in finale Andrej Rublëv con il punteggio di 35–4, 4–32, 4–2, 4–2.

## Giocatori
1. Andrej Rublëv (finale)
2. Karen Chačanov (round robin)
3. Denis Shapovalov (round robin)
4. Borna Ćorić (semifinale)

1. Jared Donaldson (round robin)
2. Chung Hyeon (campione)
3. Daniil Medvedev (semifinale, terzo posto)
4. Gianluigi Quinzi (round robin)

### Riserve
1. Frances Tiafoe (non utilizzato)

1. Stefanos Tsitsipas (non utilizzato)

## Tabellone

### Legenda
| - Q = Qualificato - WC = Wild card - LL = Lucky loser | - ALT = Alternate - SE = Special Exempt - PR = Protected Ranking | - w/o = Walkover - r = Ritirato - d = Squalificato |

### Fase finale
|  | Semifinali      | Semifinali      | Semifinali    | Semifinali    | Semifinali | Semifinali | Semifinali |  |  | Finale          | Finale          | Finale          | Finale          | Finale          | Finale          | Finale |  |
|  |                 |                 |               |               |            |            |            |  |  |                 |                 |                 |                 |                 |                 |        |  |
|  | Hyeon Chung     | Hyeon Chung     | 4             | 4             | 34         | 1          | 4          |  |  |                 |                 |                 |                 |                 |                 |        |  |
|  | Daniil Medvedev | Daniil Medvedev | 1             | 1             | 4          | 4          | 0          |  |  | Hyeon Chung     | Hyeon Chung     | Hyeon Chung     | 35              | 4               | 4               | 4      |  |
|  | Borna Ćorić     | Borna Ćorić     | Borna Ćorić   | Borna Ćorić   | 1          | 36         | 1          |  |  | Andrej Rublëv   | Andrej Rublëv   | Andrej Rublëv   | 4               | 32              | 2               | 2      |  |
|  | Andrej Rublëv   | Andrej Rublëv   | Andrej Rublëv | Andrej Rublëv | 4          | 4          | 4          |  |  |                 |                 |                 |                 |                 |                 |        |  |
|  |                 |                 |               |               |            |            |            |  |  |                 |                 |                 |                 |                 |                 |        |  |
|  |                 |                 |               |               |            |            |            |  |  | Finale 3º posto |                 |                 |                 |                 |                 |        |  |
|  |                 |                 |               |               |            |            |            |  |  |                 |                 |                 |                 |                 |                 |        |  |
|  |                 |                 |               |               |            |            |            |  |  | Daniil Medvedev | Daniil Medvedev | Daniil Medvedev | Daniil Medvedev | Daniil Medvedev | Daniil Medvedev | w/o    |  |
|  |                 |                 |               |               |            |            |            |  |  | Borna Ćorić     |                 |                 |                 |                 |                 |        |  |

### Gruppo A
|   |                  | Rublëv                     | Shapovalov                 | Chung                     | Quinzi                    | RR V–P | Set V-P     | Game V-P      | Classifica |
| 1 | Andrej Rublëv    |                            | 4–1, 38–4, 4–32, 0–4, 4–33 | 0–4, 1–4, 31–4            | 1–4, 4–0, 4–33, 0–4, 4–33 | 2–1    | 6–7 (46,2%) | 32–41 (43,8%) | 2          |
| 3 | Denis Shapovalov | 1–4, 4–38, 32–4, 4-0, 33–4 |                            | 4–1, 35–4, 34–4, 1–4      | 4–1, 4–1, 35–4, 4–35      | 1–2    | 6–7 (46,2%) | 41–37 (52,6%) | 3          |
| 6 | Chung Hyeon      | 4–1, 4–1, 4–31             | 1–4, 4–35, 4–34, 4–1       |                           | 1–4, 4–1, 4–2, 36–4, 4–33 | 3–0    | 9–3 (75%)   | 41–29 (58,6%) | 1          |
| 8 | Gianluigi Quinzi | 4–1, 0–4, 33–4, 4–0, 33–4  | 1–4, 1–4, 4–35, 35–4       | 4–1, 1–4, 2–4, 4–36, 33–4 |                           | 0–3    | 5–9 (36%)   | 37–44 (45,7%) | 4          |

La classifica viene stilata in base ai seguenti criteri: 1) Numero di vittorie; 2) Numero di partite giocate; 3) Scontri diretti (in caso di due giocatori pari merito); 4) Percentuale di set vinti o di game vinti (in caso di tre giocatori pari merito); 5) ATP ranking

### Gruppo B
|   |                 | Chačanov                | Ćorić                    | Donaldson           | Medvedev             | RR V–P | Set V-P   | Game V-P      | Classifica |
| 2 | Karen Chačanov  |                         | 4-33, 4-2, 2-4, 0-4, 2-4 | 4–1 ,4–33, 4–2      | 4–2, 36–4, 33–4, 2–4 | 1–2    | 6–6 (50%) | 36–37 (49,3%) | 3          |
| 4 | Borna Ćorić     | 3–4, 2–4, 4–2, 4–0, 4–2 |                          | 4–32, 4–1, 4–34     | 4–35, 2–4, 4–1, 4–2  | 3–0    | 9–3 (75%) | 43–29 (59,7%) | 1          |
| 5 | Jared Donaldson | 1–4, 33–4, 2–4          | 32–4, 1–4, 34–4          |                     | 4–33, 2–4, 31–4, 0–4 | 0–3    | 1–9 (10%) | 22–39 (36%)   | 4          |
| 7 | Daniil Medvedev | 2–4, 4–36, 4–33, 4–2    | 35–4, 4–2, 1–4, 2–4      | 3–4, 4–2, 4–31, 4–0 |                      | 2–1    | 7–5 (58%) | 39–35 (53%)   | 2          |

La classifica viene stilata in base ai seguenti criteri: 1) Numero di vittorie; 2) Numero di partite giocate; 3) Scontri diretti (in caso di due giocatori pari merito); 4) Percentuale di set vinti o di game vinti (in caso di tre giocatori pari merito); 5) ATP ranking